# 2021年洪都拉斯大選
2021年洪都拉斯大選於2021年11月28日（星期日）舉行，選出新一屆洪都拉斯总统、洪都拉斯国民议会議員、中美洲议会的洪都拉斯議員、298名市长和298名副市长，以及2,092名市议员。2014年上任的總統胡安·奥兰多·埃尔南德斯因任期限制而將於2022年1月卸任。2021年11月30日，在洪都拉斯国民党承认败选后，自由重建党候选人希奥玛拉·卡斯特罗在2021年大选中成功当选新任总统。

## 選舉制度
總統選舉只有一輪投票，以領先者當選。
國民議會的128席以開放名單比例代表制產生，全國18省各為一個選區，每區有1至23席不等。席位以黑爾數額分配。

## 初選
政黨初選於2021年3月14日舉行。

## 總統候選人
納斯里·阿斯富拉代表執政黨洪都拉斯国民党參選總統。希奧瑪拉·卡斯特羅代表左翼反對黨自由和重建參選總統。亚尼·罗森塔尔代表反对党洪都拉斯自由党参选总统。

## 选举结果
在继续清点选票的同时，阿斯富拉和卡斯特罗都在选举之夜宣布胜利。2021年11月30日，阿斯富拉的洪都拉斯国民党宣布承认败给卡斯特罗。卡斯特罗的胜利标志着洪都拉斯国民党结束了对国家长达12年的控制。卡斯特罗也是洪都拉斯第一位女总统。